# Stilobezzia fulviscuta
Stilobezzia fulviscuta är en tvåvingeart som beskrevs av Tokunaga och Murachi 1959. Stilobezzia fulviscuta ingår i släktet Stilobezzia och familjen svidknott. Inga underarter finns listade i Catalogue of Life.